# Recsica (Kumanovo)
Recsica (macedónul és szerbül Речица) település Észak-Macedóniában, a Északkeleti körzetben, Kumanovo községben. A település azon kevés helyek egyike az országban, ahol máig etnikai többséget alkotnak a szerbek.

## Népesség
| Lakosok száma | 309  | 349  | 421  | 443  | 495  | 541  | 498  | 557  | 479  |
|               | 1948 | 1953 | 1961 | 1971 | 1981 | 1991 | 1994 | 2002 | 2021 |

- 1994-ben 498 lakosa volt, akik közül 475 szerb (95,4%), 22 macedón (4,4%) és 1 egyéb.
- 2002-ben 557 lakosa volt, akik közül 445 szerb (79,9%), 110 macedón (19,7%) és 2 egyéb.